# Recommended Daily Allowance

Risikobewertung von essentiellen Nährstoffen

Die Recommended Daily Allowances (RDAs), auch Recommended Dietary Allowances, geben die Mengen von essentiellen Nährstoffen an, die nach dem aktuellen wissenschaftlichen Kenntnisstand für ausreichend angesehen werden, den täglichen Bedarf nahezu jedes gesunden Menschen zu decken. Manchmal wird RDA auch mit „empfohlene Tagesdosis“ übersetzt, von englisch to recommend „empfehlen“ und allowance für „Zuteilung“ oder „zugeteilte Menge“.
Der Umfang einer RDA-Zusammenstellung kann verschieden sein. Neben Angaben zu einer Reihe von Vitaminen und Mineralstoffen sind oft auch Informationen zu essentiellen Fettsäuren und Fett allgemein, Protein und Aminosäuren, Kohlenhydraten, Ballaststoffen, Nahrungsenergie und Wasser enthalten.
Es gibt unterschiedliche Wertetabellen, je nachdem, ob die empfohlene Tagesdosis für die Nährwerttabelle eines Produktes nach NRV (Nutrient Reference Values) verwendet wird. Oder ob die empfohlene Tagesdosis nach DRV (Dietary Reference Values) für die Gesundheit von Menschen berechnet wird, wie es z.b. die DGE (Deutsche Gesellschaft für Ernährung) oder EFSA (Europäische Behörde für Lebensmittelsicherheit) machen.

## Geschichte
Ursprünglich handelt es sich um eine Zusammenstellung, die 1943 das erste Mal unter der Bezeichnung Recommended Dietary Allowances vom US-amerikanischen Food and Nutrition Board (FNB) herausgegeben und in regelmäßigen Abständen bis 1989 aktualisiert wurde. Standen anfangs militärische Zwecke im Vordergrund, so kamen später auch zivile Anwendungen wie die Interpretation von Ernährungsberichten hinzu. Ausgehend von den Recommended Dietary Allowances des Jahres 1968 wurde ein weiterer Datensatz aufgestellt, der der Kennzeichnung von Lebensmitteln dienen sollte, die U.S. Recommended Daily Allowances (USRDAs).
In den 1990er Jahren begann eine Zusammenarbeit zwischen den USA und Kanada, in deren Folge die Aktualisierungen der Recommended Dietary Allowances nun in stark erweiterter Form als Dietary Reference Intakes (DRI) erscheinen.
Auch in anderen Ländern wurden ähnliche Aufstellungen herausgegeben. So veröffentlichte die Deutsche Gesellschaft für Ernährung (DGE) im Jahre 1956 erstmals ihre Empfehlungen für die Nährstoffzufuhr. Die regelmäßigen Aktualisierungen erfolgen seit dem Jahr 2000 in länderübergreifender Zusammenarbeit von DGE, Österreichischer Gesellschaft für Ernährung (ÖGE), Schweizerischer Gesellschaft für Ernährungsforschung (SGE) sowie Schweizerischer Vereinigung für Ernährung (SVE) unter dem neuen Namen D-A-CH-Referenzwerte für die Nährstoffzufuhr.

## Europäische RDA
Im Zuge der Vereinheitlichung europäischer Bestimmungen wurden in der EU gültige Recommended Daily Allowances herausgegeben und 1990 in der Richtlinie 90/496/EWG für die Nährwertkennzeichnung verbindlich festgelegt.
Eine Aktualisierung der Richtlinie erfolgte 2008, die seitdem auch neue RDAs enthält. Die neue Richtlinie soll bis spätestens 31. Oktober 2009 in den Mitgliedstaaten in Kraft treten, wobei für eine Übergangszeit von 3 Jahren auch der Handel mit nach der alten Richtlinie gekennzeichneten Waren noch statthaft ist. Von 2009 bis 2019 wurden die Werte von Ernährungswissenschaftler der EFSA erneut aktualisiert.
Zu Unterscheiden sind dabei für Lebensmittel die Nährstoffaufnahme-Referenzwerte (Dietary Reference Values, DRVs), welche die empfohlene Menge am Tagesbedarf ausrichten, wie sie von DGE oder EFSA empfohlen werden. Und die Referenzwerte für die Nährstoffzufuhr (Nutritional Reference Values, NRV), welche für Produkte die Mindestmenge an Nährstoffen angibt, mit denen für das Produkt geworben werden darf. Enthält ein Produkt 15 % der NRV eines Nährstoff, dann kann es damit beworben werden. Und die NRV hat auch andere empfohlene Mengen am Tagesbedarf, z.b. weichen die empfohlene Tagesdosis für Vitamin D der DGE von 20 µg und der EU-Lebensmittelinformationsverordnung von 5 µg um 400 % ab. Während die EFSA 15 µg Vitamin D pro Tag für Personen ab 1 Jahr empfiehlt.
In der nachfolgenden Tabelle sind für Vitamine und Mineralstoffe jeweils alte und neue europäische RDA (EU-RDA) aufgeführt (siehe dabei auch Vorsätze für Maßeinheiten). Sie geben die NRV wieder und entsprechen nicht den Werten der DGE und EFSA für die empfohlene Tagesdosis:
| Vitamin     | Chemische Verbindung(en)             | neue EU-RDA von 2008 | frühere EU-RDA von 1990 |
| ----------- | ------------------------------------ | -------------------- | ----------------------- |
| Vitamin A   | Retinol                              | 800 µg               | 800 µg                  |
| Vitamin B1  | Thiamin                              | 1,1 mg               | 1,4 mg                  |
| Vitamin B2  | Riboflavin                           | 1,4 mg               | 1,6 mg                  |
| Vitamin B3  | Niacin                               | 16 mg                | 18 mg                   |
| Vitamin B5  | Pantothensäure                       | 6 mg                 | 6 mg                    |
| Vitamin B6  | Pyridoxin, Pyridoxal und Pyridoxamin | 1,4 mg               | 2 mg                    |
| Vitamin B7  | Biotin                               | 50 µg                | 150 µg                  |
| Vitamin B9  | Folsäure                             | 200 µg               | 200 µg                  |
| Vitamin B12 | Cobalamin                            | 2,5 µg               | 1 µg                    |
| Vitamin C   | Ascorbinsäure                        | 80 mg                | 60 mg                   |
| Vitamin D   | Cholecalciferol                      | 5 µg                 | 5 µg                    |
| Vitamin E   | Tocopherol                           | 12 mg                | 10 mg                   |
| Vitamin K   | Phyllochinon                         | 75 µg                | –                       |

| Mineralstoff | neue EU-RDA von 2008 | frühere EU-RDA von 1990 |
| ------------ | -------------------- | ----------------------- |
| Calcium      | 800 mg               | 800 mg                  |
| Chlorid      | 800 mg               | –                       |
| Chrom        | 40 µg                | –                       |
| Eisen        | 14 mg                | 14 mg                   |
| Fluorid      | 3,5 mg               | –                       |
| Jod          | 150 µg               | 150 µg                  |
| Kalium       | 2000 mg              | –                       |
| Kupfer       | 1 mg                 | –                       |
| Magnesium    | 375 mg               | 300 mg                  |
| Mangan       | 2 mg                 | –                       |
| Molybdän     | 50 µg                | –                       |
| Phosphor     | 700 mg               | 800 mg                  |
| Selen        | 55 µg                | –                       |
| Zink         | 10 mg                | 15 mg                   |

## Gültigkeit und Genauigkeit
Abgesehen davon, dass die individuelle Variabilität innerhalb einer Bevölkerungsgruppe sehr ausgeprägt ist, gibt es erhebliche Unterschiede im Bedarf zwischen den einzelnen Bevölkerungsgruppen. Zudem sind die verfügbaren Informationen über den menschlichen Bedarf an essentiellen Nährstoffen in vielen Bereichen noch sehr begrenzt. Das liegt zum einen daran, dass entsprechende Studien an Menschen sehr kosten- und zeitintensiv sind. Deshalb wird es kaum gelingen, einen repräsentativen Bevölkerungsquerschnitt umfassend zu testen. Auch sind manche Arten von Experimenten aus ethischen Gründen verboten.
Folgende Faktoren beeinflussen den Bedarf an essentiellen Nährstoffen:
- Lebensalter
- Geschlecht
- Schwangerschaft und Stillzeit
- Erkrankungen
- regelmäßige Medikamenteneinnahme
- erhöhter Alkoholkonsum, Rauchen
- körperliche Aktivität, der Leistungsumsatz kann den Energiebedarf mehr als verdoppeln, und viele Nährstoffbedarfe sind aktivitätsabhängig
- Ernährung, zum einen benötigen verschiedene Nährstoffe ihrerseits Nährstoffe und Energie zu ihrer Verdauung, zum anderen beeinflussen viele Nährstoffe gegenseitig ihre Aufnahme, des Weiteren hat die zeitliche Abfolge Einfluss auf die Aufnahme der Nährstoffe
- Körperzusammensetzung, so braucht z. B. Fettgewebe weniger Energie als Muskelgewebe

Um den Unterschieden von Mensch zu Mensch Rechnung zu tragen, kommen statistische Methoden zur Anwendung. So ist die empfohlene Menge für die tägliche Zufuhr von Vitaminen und Mineralstoffen in der Regel so bemessen, dass sie für 98 % der Angehörigen einer bestimmten Bevölkerungsgruppe ausreichend sein sollte. Soweit nicht ausdrücklich etwas anderes ausgesagt wird, sind solche Angaben ausschließlich auf gesunde Personen bezogen, die weder regelmäßig Medikamente einnehmen noch Genussgifte konsumieren. Auch Menschen, die sich noch von einer Krankheit erholen (Rekonvaleszenten), gehören nicht dazu. Die genannten Mengen sind auch nicht dafür vorgesehen, zur Neige gegangene Körpervorräte wieder aufzufüllen.
In manchen Fällen kann es auch vorkommen, dass sich die Empfehlungen auf den durchschnittlichen Bedarf beziehen, also für 50 % der Personen einer bestimmten Bevölkerungsgruppe ausreichend sind. Das wird beispielsweise für die Zufuhr von Nahrungsenergie oft so gehandhabt.

## Was eine RDA nicht ist
Angaben zu Höchstmengen und Obergrenzen für die Aufnahme von Vitaminen und Mineralstoffen werden wie folgt benannt:
- UL, abgekürzt für engl. Tolerable Upper Intake Level
- NOAEL, abgekürzt für engl. No Observed Adverse Effect Level
- LOAEL, abgekürzt für engl. Lowest Observed Adverse Effect Level